# Evil (2005)
Evil (griechisch Το Κακό) ist ein griechischer Horrorfilm mit Splatter-Einlagen des Regisseurs Yorgos Noussias aus dem Jahr 2005. Der Low-Budget-Film wurde am 24. September 2005 in Athen uraufgeführt. Die deutsche Erstaufführung erfolgte am 7. September 2006 im Rahmen des Internationalen Filmfests Oldenburg.
2009 erschien mit Evil 2 eine Fortsetzung des Stoffes.

## Handlung
Bei Bauarbeiten in Athen entdecken drei Arbeiter ein riesiges, auf keiner Karte verzeichnetes Höhlensystem. Bei der folgenden Erkundung kommt das Trio mit einem mysteriösen Virus in Kontakt, das sie nachhaltig verändert – wenngleich sie jegliche Erinnerung an den Vorfall vergessen. Am Abend mutieren die drei Kollegen zu instinktgetriebenen, mordlüsternen Kreaturen, die ihren Mitmenschen nach dem Leben trachten. Durch Bisse übertragen sie den Erreger auf ahnungslose Opfer, die dann ihrerseits den Lebenden nachjagen. Schon bald entwickeln sich das in Massen auftretende Szenario zu einer apokalyptischen Bedrohung für die Millionenmetropole.
Zeitlich versetzt entflieht die 14-jährige Jenny, Tochter eines erstinfizierten Bauarbeiters, mit Hilfe der Nachbarin Marina den Gewaltexzessen. Auf ihrer Flucht stoßen die beiden Frauen auf den bewaffneten Meletis und einen leidgeprüften Soldaten der griechischen Armee. Später gesellen sich noch drei weitere Überlebende hinzu – die schroffe Dimitra, der narzisstische Taxifahrer Argyris und ein zufälliger Passant. Mit der Gewissheit, dass keine Hilfe von außen zu erwarten ist, versuchen sie sich einen Weg aus der verseuchten Stadt zu bahnen. Unterwegs werden sie abermals von Infizierten (der Film suggeriert, dass es Zombies sind) attackiert und dezimiert.
Die vier Überlebenden, Jenny, Marina, Meletis und Elitesoldat Vakirtzis, flüchten in einem offenen Ende in ein Stadion, wo sie von einer gewaltigen Übermacht Infizierter eingekesselt werden. Ihr weiteres Schicksal ist unbekannt, da die Inszenierung an dieser Stelle abrupt endet.

## Kritiken
Das Lexikon des internationalen Films bezeichnet die Produktion als „Horrorfilm mit den üblichen Stereotypen und einem Übermaß an Ekeleffekten, der an seiner mäßigen Inszenierung ebenso krankt wie an der unzureichenden Kameraarbeit.“